# Ньюайго (Мічиган)
Ньюайго (англ. Newaygo) — місто (англ. city) в США, в окрузі Невейго штату Мічиган. Населення — 2471 особа (2020).

## Географія
Ньюайго розташоване за координатами 43°24′59″ пн. ш. 85°48′9″ зх. д. / 43.41639° пн. ш. 85.80250° зх. д. (43.416420, -85.802468). За даними Бюро перепису населення США в 2010 році місто мало площу 10,10 км², з яких 9,70 км² — суходіл та 0,40 км² — водойми.

## Демографія
Згідно з переписом 2010 року, у місті мешкало 1976 осіб у 786 домогосподарствах у складі 502 родин. Густота населення становила 196 осіб/км². Було 892 помешкання (88/км²).
Расовий склад населення:
| - 93,6 % — білих - 1,2 % — корінних американців - 0,9 % — чорних або афроамериканців - 0,7 % — азіатів - 0,1 % — вихідців з тихоокеанських островів - 1,6 % — осіб інших рас |

До двох чи більше рас належало 2,0 %. Частка іспаномовних становила 7,3 % від усіх жителів.
За віковим діапазоном населення розподілялося таким чином: 29,3 % — особи молодші 18 років, 56,5 % — особи у віці 18—64 років, 14,2 % — особи у віці 65 років та старші. Медіана віку мешканця становила 32,4 року. На 100 осіб жіночої статі у місті припадало 85,4 чоловіків; на 100 жінок у віці від 18 років та старших — 78,4 чоловіків також старших 18 років.
Середній дохід на одне домашнє господарство становив 41 308 доларів США (медіана — 27 961), а середній дохід на одну сім'ю — 50 004 долари (медіана — 36 765). Медіана доходів становила 41 917 доларів для чоловіків та 25 721 долар для жінок. За межею бідності перебувало 32,8 % осіб, у тому числі 54,7 % дітей у віці до 18 років та 23,0 % осіб у віці 65 років та старших.
Цивільне працевлаштоване населення становило 732 особи. Основні галузі зайнятості: виробництво — 27,3 %, освіта, охорона здоров'я та соціальна допомога — 16,5 %, роздрібна торгівля — 15,8 %.

## Уродженці
- Рой Барґі (1894—1974) — американський композитор і піаніст.